# دوموس أورا (أنطاكية)
دوموس أورا (أي البيت الذهبي)، وتُعرف أيضاً بالكنيسة العظمى في أنطاكية، كانت الكاتدرائية الرئيسية في أنطاكية، التي يُلقي فيها بطريرك أنطاكية عظاته. تُعد إحدى الكنائس التي بدأ تشييدها خلال عهد الإمبراطور قسطنطين العظيم، ويُعتقد أنها أُقيمت في الموقع الذي كان يشغله القصر الإمبراطوري في أنطاكية خلال العصر السلوقي.

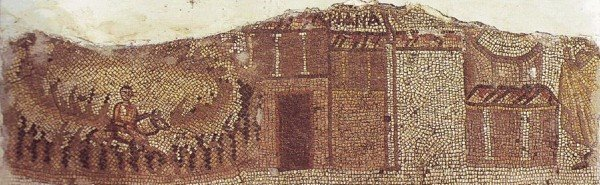
رسم محتمل للكنيسة العظمى في أنطاكية (إلى اليمين) بجوار القصر الإمبراطوري، من فسيفساء صيد ميغالوبسيخيا، أواخر القرن الخامس، في ضاحية دافني قرب أنطاكية.

أصبحت الكنيسة موضع جدل ديني في عهد يوليان المرتد، عندما أغلقها رداً على إحراق معبد أبولو القديم في ضاحية دفنة المجاورة. تعرضت الكنيسة بين عامي 526 و587 لسلسلة من الزلازل والحرائق والهجمات الفارسية، إلى أن دُمّرت نهائيًا في زلزال عام 588، دون أن يُعاد بناؤها بعدها.

## البناء

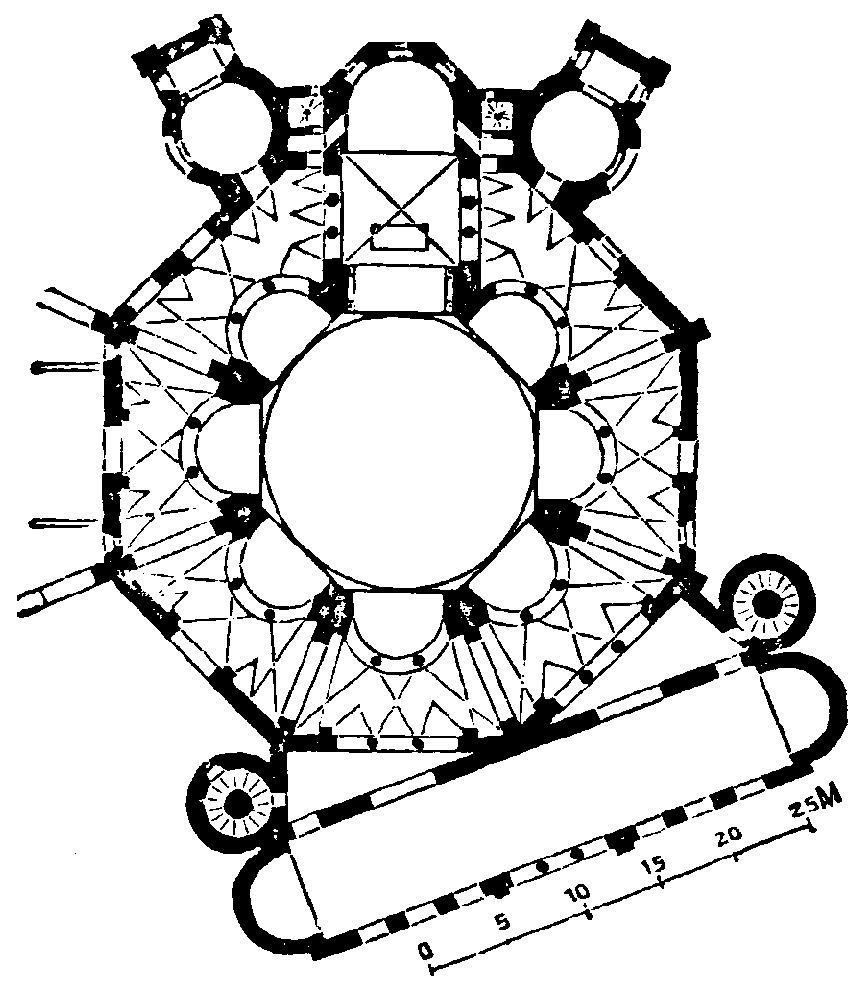
قد يشير المخطط الأرضي لكنيسة القديس فيتالي في ربنة بإيطاليا، والتي اكتمل بناؤها في 548،إلى شكل دوموس أورا

بدأ بناء الكنيسة في عام 327م، خلال حكم قسطنطين العظيم، واكتمل في عهد ابنه قسطنطين الثاني. أُقيمت مراسم تكريسها في 6 يناير 341م، بحضور الإمبراطورين قنسطنس وقنسطانطيوس الثاني، وتسعة وتسعين أسقفًا شكلوا ما عُرف بـ«مجمع التكريس». شُيدت الكنيسة على جزيرة بين فرعي نهر العاصي، حيث كان يقع القصر الإمبراطوري. لم يُحدد موقعها بدقة حتى اليوم.
التمثيل البصري الوحيد المحتمل للكنيسة هو في فسيفساء صيد ميغالوبسيخيا، المعروفة أيضًا بـ«فسيفساء ياكتو»، التي تعود للنصف الثاني من القرن الخامس، والتي عُثر عليها في ضاحية دفنة. تُظهر الفسيفساء مبانٍ يُعتقد أنها تمثل القصر الإمبراطوري ودوموس أوريا. على الرغم من وجود مبنى ثماني الأضلاع على جزء من الحدود، إلا أنه لا يزال من غير المؤكد ما إذا كان هذا المبنى يمثل الكنيسة الكبرى، أو ما إذا كان من الممكن استخدام علاقته بالمباني الأخرى لتحديد موقعهل على الجزيرة.
اعتمد المؤرخون على الوصف الكتابي للكنيسة، لاسيما ما أورده أوسابيوس القيصري في مؤلفه «حياة قسطنطين»، حيث وصفها بأنها ذات مخطط مثمّن، في ساحة فسيحة، تحيط بها أروقة وغرف متعددة، وسقفها المقبب العالي المصنوع من الخشب، والمذهّب من الداخل. أرضيتها من الرخام المصقول، وجدرانها مزينة ببراعة بالنحاس والذهب والأحجار الكريمة. ويُرجح أن تصميمها المعماري كان شبيهاً بكنيسة القديس فيتالي في ربنة، التي بُنيت عام 540م.

## يوليان المرتد
عند انتقال يوليان إلى أنطاكية عام 362م، بعد وفاة قسطنطين الثاني، اتخذ المدينة مقراً له بهدف التحضير لحملته ضد الفرس، وكذلك لإحياء الديانة الهلنستية. أمر بإزالة جثمان القديس بابولا أسقف أنطاكية من الضريح القريب من معبد أبولو، ظنًا منه أن وجود الجثمان يعطل وحي المعبد. وبعد احتراق المعبد، اشتبه في أن للمسيحيين دورًا في ذلك، فأغلق الكنيسة العظمى وصادر أدواتها الليتورجية، في إجراء أنهى فعلياً محاولاته لإحياء الوثنية في أنطاكية.

## الزلازل والحرائق
تضررت الكنيسة في زلزال أنطاكية 526، لكنها لم تنهَر مباشرة. غير أن الحرائق التي أعقبت الزلزال دمرتها بعد سبعة أيام. أُعيد بناؤها بجهود أفرام الأنطاكي، الذي أصبح لاحقًا بطريرك أنطاكية في عام 528م. إلا أن زلزالاً آخر في نوفمبر من العام نفسه (528) دمر الكنيسة مجدداً. أُعيد ترميمها وافتُتحت من جديد في عام 537/538، لتُحرق مرة أخرى في عام 540م خلال غزو الفُرس بقيادة كسرى الأول. أمر الإمبراطور جستنيان الأول بإعادة بنائها، لكن زلازل أعوام 551 و557 و577 ألحقت بها أضراراً كبيرة، وتسببت بإمالة قبتها نحو الشمال.

## التدمير النهائي
في 31 أكتوبر 588م (أو ربما 587م)، ضرب زلزال مدمر أنطاكية أدى إلى انهيار الكنيسة بالكامل. يُقال إن القبة استقرت على الأنقاض بوضع مستقيم، رغم انهيار الهيكل المحيط بها. لم تُبذل بعدها أية جهود لإعادة البناء، ربما لأن المنطقة المحيطة قد خلت من السكان، ولم تعد أنطاكية مقراً إمبراطورياً، كما لم تعد الجزيرة محاطة بسور المدينة. منذ ذلك الحين، أصبحت كنيسة كاسيان مقراً لبطريركية لأنطاكية.